# Mary Castle

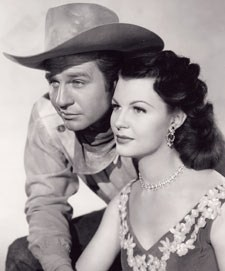
Jim Davis und Mary Castle in Eisenbahndetektiv Matt Clark

Mary Castle (* 22. Januar 1931 als Mary Ann Noblett in Pampa, Texas; † 29. April 1998 in Palm Springs, Kalifornien) war eine US-amerikanische Schauspielerin.

## Leben
Mary Castle wurde als Mary Ann Noblett im texanischen Pampa geboren. Sie hatte irische und indianische Vorfahren. Mit vier Jahren begann sie unter dem Training ihres Bruders Erby Jr. mit dem Kunstreiten. 
Mit neun Jahren erkrankte Mary an einer Lungenentzündung. Die Familie Noblett zog zunächst nach Fort Worth, drei Jahre später dann nach Long Beach (Kalifornien). Im weiteren Verlauf ihrer Kindheits- und Jugendzeit zog Mary wieder zurück nach Texas, um dort die High School zu besuchen. Auf Anraten ihrer Mutter begann sie danach ein Kunst-Studium. 1946 brachte sie im Alter von 15 Jahren ihre uneheliche Tochter Judy zur Welt. 
Ihre Ähnlichkeit mit dem Hollywoodstar Rita Hayworth brachte Mary einen Vertrag mit Columbia Pictures ein. Ihr Filmdebüt gab sie 1948 in der Abbott-und-Costello-Kömödie Im Lande der Kakteen. In der Folge wurde sie in mehreren B-Filmen eingesetzt. Ab 1952 arbeitete sie auch für das Fernsehen. In der Fernsehserie Eisenbahndetektiv Matt Clark übernahm sie 1954 in 26 Folgen die weibliche Hauptrolle an der Seite von Jim Davis.
Mary Castle wurde 1953 Polizeichefin ehrenhalber von Universal City. Kurze Zeit später wurde sie von Universal-International Pictures unter Vertrag genommen. 1957 heiratete sie den texanischen Geschäftsmann William France Minchen, zehn Monate später reichte sie die Scheidung ein. Zu dieser Zeit entwickelte sie ein Alkoholproblem, das zu mehreren Festnahmen und Gerichtsvorladungen führte. Am 26. November 1959 beging sie einen erfolglosen Selbstmordversuch, als sie versuchte, sich mit ihrem Kleid in einer Zelle zu erhängen, nachdem sie erneut wegen Trunkenheit festgenommen wurde. 
Finanzielle Probleme brachten Mary Castle Ende der 1950er Jahre in Bedrängnis. Ihr Ex-Mann verweigerte ihr Unterstützung und im März 1960 musste sie ihren Bankrott erklären, nachdem Minchen sie auf unbezahlten Rechnungen in Höhe von 20.000 Dollar (2024: ca. 205.000 Dollar) sitzen ließ. 1962 beendete sie ihre Filmkarriere mit einem Auftritt in der Serie Rauchende Colts. Im September 1960 heiratete sie den Versicherungsdetektiv Wayne Cote. Knapp ein Jahr später wurde die Ehe annulliert. Auch ihre dritte Ehe mit Erwin Frezza, den sie am 7. Mai 1971 heiratete, war nicht von langer Dauer. Am 29. April 1998 verstarb Mary Castle an Lungenkrebs.

## Filmografie (Auswahl)
Kinofilme
- 1948: Im Lande der Kakteen (Mexican Hayride)
- 1949: Tritt ab, wenn sie lachen (Always Leave Them Laughing)
- 1951: Als die Rothäute ritten (When the Redskins Rode)
- 1952: Nur für Dich (Just for You)
- 1953: Gefährliches Blut (The Lawless Breed)
- 1953: In den Fängen der Unterwelt (Three Steps to the Gallows)
- 1953: Mündungsfeuer (Gunsmoke) als Cora Dufrayne
- 1956: Amigo mio – Der Bandit von Vera Cruz (Yaqui Drums)
- 1957: Im Schatten der Schlinge (The Lawless Eighties)
- 1960: Blaue Bohnen – kalter Stahl (The Jailbreakers)

Fernsehen
- 1951–1952: Kleine Spiele aus Übersee (Fireside Theatre)
- 1954–1955: Eisenbahndetektiv Matt Clark (Stories of the Century)
- 1957: Cheyenne
- 1957: Polizeibericht (Dragnet)
- 1957: Perry Mason
- 1958: Dr. Bill Baxter, Arzt in Arizona (Frontier Doctor)
- 1962: Rauchende Colts (Gunsmoke)